# طوماش هاجيك
طوماش هاجيك (بالتشيكية: Tomáš Hájek) هو لاعب كرة قدم تشيكي في مركز الدفاع، ولد في 1 ديسمبر 1991 في زلين في التشيك. لعب مع فيكتوريا بلزن ونادي هراتس كرالوفه.

## وصلات خارجية
- طوماش هاجيك على موقع قاعدة بيانات كرة القدم.إي يو (الإنجليزية)
- طوماش هاجيك على موقع Soccerway.com (الإنجليزية)